# Saussenac
Saussenac (okzitanisch Çaussenac) ist eine französische Gemeinde mit 627 Einwohnern (Stand: 1. Januar 2022) im Département Tarn in der Region Okzitanien (vor 2016: Midi-Pyrénées). Saussenac gehört zum Arrondissement Albi und zum Kanton Carmaux-1 Le Ségala (bis 2015: Kanton Valderiès). Die Einwohner werden Saussenacois genannt.

## Geographie
Saussenac liegt etwa zwölf Kilometer ostnordöstlich von Albi. Hier entspringt das Flüsschen Coules und durchquert das Gemeindegebiet. Umgeben wird Saussenac von den Nachbargemeinden Valderiès im Norden, Andouque im Osten, Saint-Grégoire im Südosten, Arthès im Süden und Südwesten, Lescure-d’Albigeois im Westen und Südwesten sowie Le Garric im Westen und Nordwesten.

## Bevölkerungsentwicklung
| 1962                      | 1968 | 1975 | 1982 | 1990 | 1999 | 2006 | 2013 |
| ------------------------- | ---- | ---- | ---- | ---- | ---- | ---- | ---- |
| 407                       | 361  | 313  | 337  | 392  | 409  | 466  | 558  |
| Quelle: Cassini und INSEE |      |      |      |      |      |      |      |

## Sehenswürdigkeiten
- Klosterruine auf der Grenze zur Gemeinde Valderiès

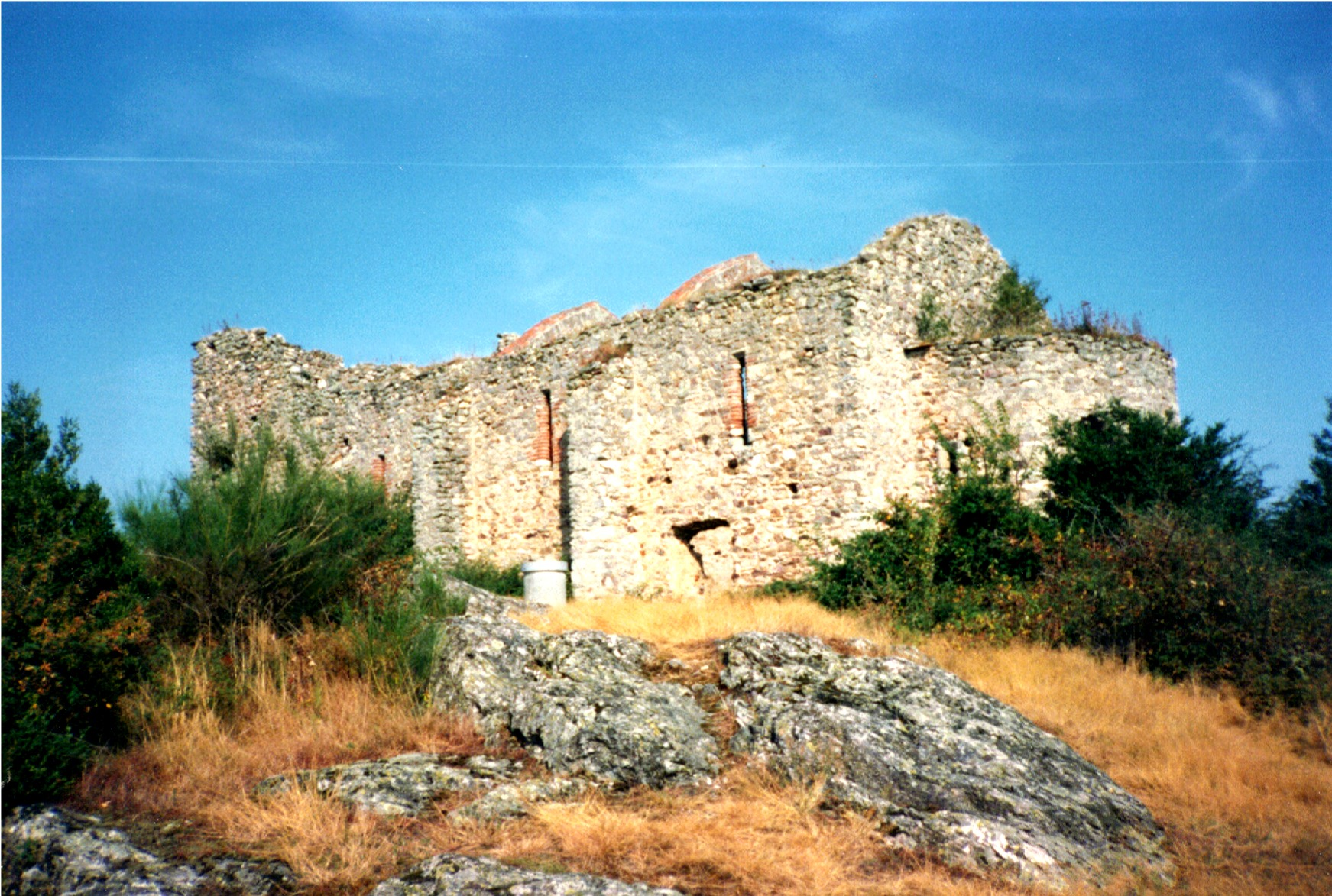
Klosterruine auf dem Puy Saint-Georges